# عذفوط
عُذْفُوط (الاسم العلمي: Cochylis)، جنس حشرات عثية تتبع فصيلة الفراشات الفتالة.